# Go-Nara

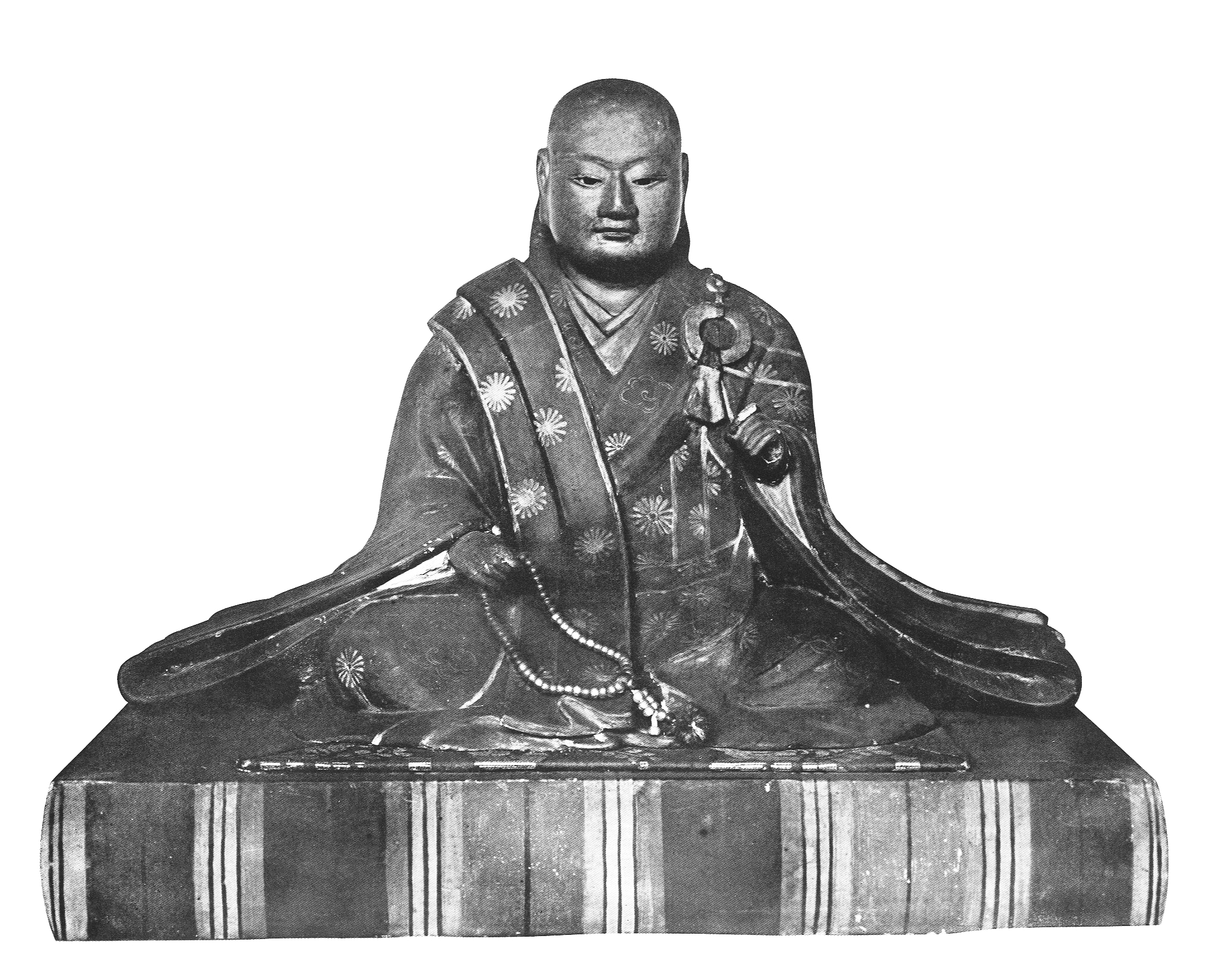
Statue von Kaiser Go-Nara

Kaiser Go-Nara (japanisch 後奈良天皇, Go-Nara-tennō; * 26. Januar 1497; † 27. September 1557) war der 105. Tennō von Japan (9. Juni 1526–27. September 1557). Er war der zweite Sohn des Kaisers Go-Kashiwabara und der Vater des Kaisers Ōgimachi. Sein Eigenname war Tomohito (知仁).
Aufgrund finanzieller Probleme wurde seine Krönungszeremonie erst im Jahre 1536 abgehalten. Während seiner Regierung litt Japan unter Bürgerkriegen, da die Ashikaga-Shogune keine Autorität mehr besaßen. Unter den Daimyō festigten die Hōjō und die Mōri ihre Macht, während die Ōuchi, Hosokawa und andere verschwanden. Beim Tode Go-Naras war Oda Nobunaga 24 Jahre alt, Toyotomi Hideyoshi 21 und Tokugawa Ieyasu 15. 
Es geschah während der Regierungszeit des Kaisers Go-Nara, nämlich 1542, dass die ersten Europäer in Japan auftauchten und dass Francisco de Xavier von August 1548 bis November 1551 in Japan das Evangelium verkündete.